# John Curtin
John Joseph Ambrose Curtin (født 8. januar 1885 i Creswick, Victoria, Australien, død 5. juli 1945 på The Lodge, Deakin, Australian Capital Territory) var den 14. australske premierminister i perioden 1941-45.
John Curtin var leder af Australian Labor Party fra 1935 til 1945. Curtin dannede en mindretalsregering i 1941 og førte i 1943 Labor til valgsejr, der muliggjorde dannelsen af en flertalsregering.
Han døde den 5. juli 1945 som følge af hjerteproblemer.